# Czerna (Bolesławiec)
Pour les articles homonymes, voir Czerna.
Czerna est une localité polonaise de la gmina de Nowogrodziec, située dans le powiat de Bolesławiec en voïvodie de Basse-Silésie.